# Echinoderes drogoni
Echinoderes drogoni – gatunek ryjkogłowa z rodziny Echinoderidae występującego na Spitsbergenie, opisany przez Katarzynę Grzelak i Martina V. Sørensena w 2017 roku (publikacja ukazała się drukiem w 2018 roku na łamach czasopisma „Marine Biology Research”). Nazwa pochodzi od smoka Drogona z sagi „Pieśń lodu i ognia”.